# Derek Lowe

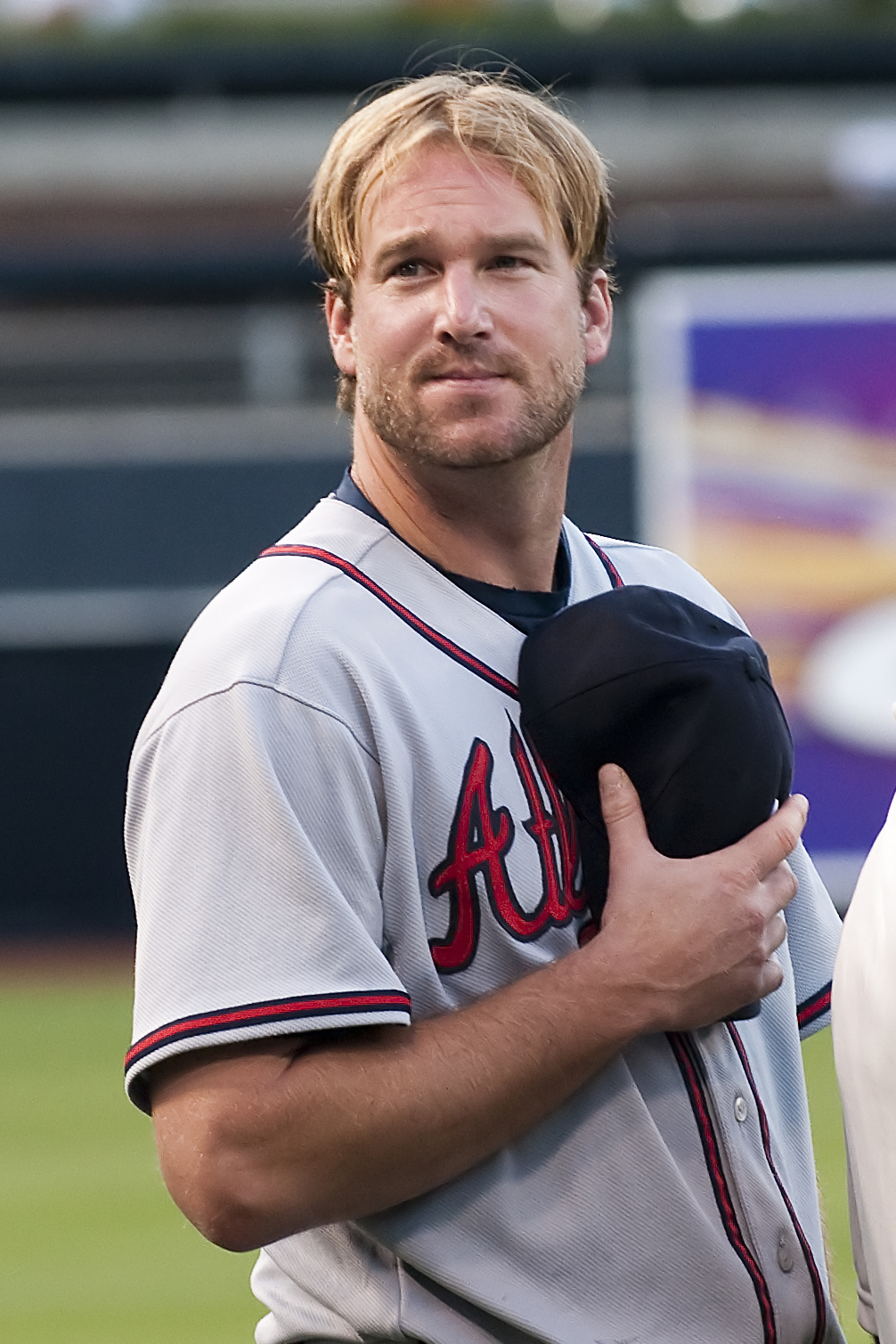
Imagem do jogador de futebol americano estadunidense Derek Lowe.

Derek Lowe é um jogador profissional de beisebol norte-americano.

## Carreira
Derek Lowe foi campeão da World Series 2004 jogando pelo Boston Red Sox. Na série de partidas decisiva, sua equipe venceu o St. Louis Cardinals por 4 jogos a 0.